# Ridderorden in Perlis
Dit is een lijst van ridderorden in de Maleisische staat Perlis.
De "Raja dan Yang di-Pertuan Negara Perlis Indra Kayangan" oftewel "Koning en Prins (in de betekenis van "eerste" of "hoofd") Raja Syed Harun Putra van de staat Perlis stelde drie ridderorden in. Als gekozen Koning van Maleisië stelde deze vooruitstrevende vorst tussen 1960 en 1965 ook meerdere orden in voor Maleisië als geheel.
- De Meest Gewaardeerde Koninklijke Familie-orde van Perlis of "Darjah Kerabat Perlis Yang Amat di-Hormati" werd op 21 december 1965 ingesteld.

- De Meest Geachte Perlisiaanse Orde van de zegevierende Prins Syed Putra Jamal ul-Lail of "Darjah Kerabat Baginda Tuanku Syed Putra Jamalullail Yang Amat Di-Hormati" werd in 1965 gesticht.

- De Meest Illustere Orde van de Kroon van Perlis of "Darjah Kebesaran Mahkota Perlis Yang Amat Mulia" werd op 21 september 1965 ingesteld.